# Elof Wallquist
Elof Wallquist, född 14 november 1797 i Kuddby socken, Östergötland, död 12 augusti 1857 i Stockholm, var en svensk kemist. Han var son till prosten Seth Wallquist och brorson till biskopen Olof Wallquist.
Wallquist promoverades 1821 i Uppsala till filosofie magister med andra hedersrummet (ultimus), utnämndes till adjunkt i kemi där 1823 och erhöll 1838 professors titel samt 1853 professuren i medicinsk och fysiologisk kemi. Han kallades 1841 till medicine hedersdoktor i Uppsala, 1848 till ledamot av Vetenskaps-Societeten i Uppsala och 1852 till ledamot av Vetenskapsakademien. Wallquist skrev bland annat uppsatser i Annales des mines och i Bulletin universel des sciences. Han var inspektor för Uplands nation i Uppsala 1855-1857.